# Baynes Bat
Baynes Bat (někdy znám i jako Slingsby-Baynes Bat) byl britský experimentální vojenský kluzák navržený za druhé světové války L. E. Baynesem. Byl užíván ke zkouškám koncepce samokřídla navrženého jako prostředek umožnění vzdušné přepravy tanků jejich dočasnou přeměnou na tzv. okřídlený tank.

## Vznik a vývoj
Armády koncem 30. let 20. století hledaly cesty k vzdušné přepravě těžkého vybavení. Letouny schopné přepravit například tank neexistovaly, a pokud ano, potřebovaly by speciální letiště a jiné vybavení. Řešení zkoušené během druhé světové války bylo přidání křídel k tanku, a jeho vlečení k cíli jako kluzáku. Většina návrhů počítala s přímým křídlem s připojenými ocasními a stabilizačními plochami.
Konstrukce navržená L. E. Baynesem z Royal Aeronautical Society sestávala pouze z šípovitého křídla o rozpětí 100 stop (~30,5 m) se svislými kormidly na jeho špičkách.
K ověření Baynesovy koncepce byl firmou Slingsby Sailplanes v Kirkbymoorside postaven celodřevěný prototyp zmenšený v měřítku 1:3, který poprvé vzlétl v červenci 1943 v Airborne Forces Experimental Establishment na základně RAF Sherburn-in-Elmet v Yorkshiru. Většinu zkušebních letů provedl Flight Lieutenant Robert Kronfeld.
Zkoušky byly úspěšné, ale projekt byl opuštěn vzhledem k tehdejší neexistenci vhodného typu tanku, a přijetí rozhodnutí o vývoji kluzáků schopných nést těžké náklady v trupu. Plánovači také nebyli přesvědčeni o praktičnosti vracení většího množství Baynesů Bat z místa výsadku, ačkoliv to v době války nebyl rozhodující faktor.
Jediný vyrobený Bat byl prvním bezocasým jednoplošníkem s klapkami dostupným pro výzkum a byl v Royal Aircraft Establishment podroben intenzivním zkouškám s cílem testovat stabilitu a ovládání bezocasého letadla. Stroj byl naposledy viděn v roce 1958 za hangárem na letišti Croydon.

## Uživatelé
- Spojené království
  - Royal Aircraft Establishment

## Specifikace

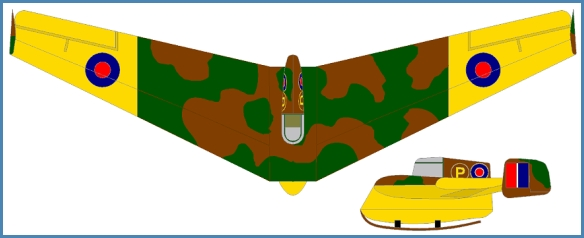
Baynes Bat

Údaje podle Aeroplane Monthly

### Technické údaje
- Posádka: 1
- Délka: 3,46 m (11 stop a 4 palce)
- Rozpětí: 10,16 m (33 stop a 4 palce)
- Výška: 1,34 m (4 stopy a 4,8 palce)
- Nosná plocha: 14,86 m² (160 čtverečních stop)
- Klouzavost: 7
- Prázdná hmotnost: 346,1 kg (763 lb)
- Maximální vzletová hmotnost: 436,8 kg (963 lb)

### Výkony
- Maximální rychlost: 193 km/h (104 uzlů, 120 mph)
- Cestovní rychlost: 129 km/h (70 uzlů, 80 mph)
- Pádová rychlost: 64 km/h (35 uzlů, 40 mph)
- Plošné zatížení: 29,3 kg/m² (6 lb na čtvereční stopu)